# Lophopogonius crinitus
Lophopogonius crinitus – gatunek chrząszcza z rodziny kózkowatych i podrodziny zgrzypikowych. Jedyny przedstawiciel rodzaju Lophopogonius.

## Zasięg występowania
Gatunek ten występuje w zach. części Ameryki Północnej.